# 第2次パーマストン子爵内閣

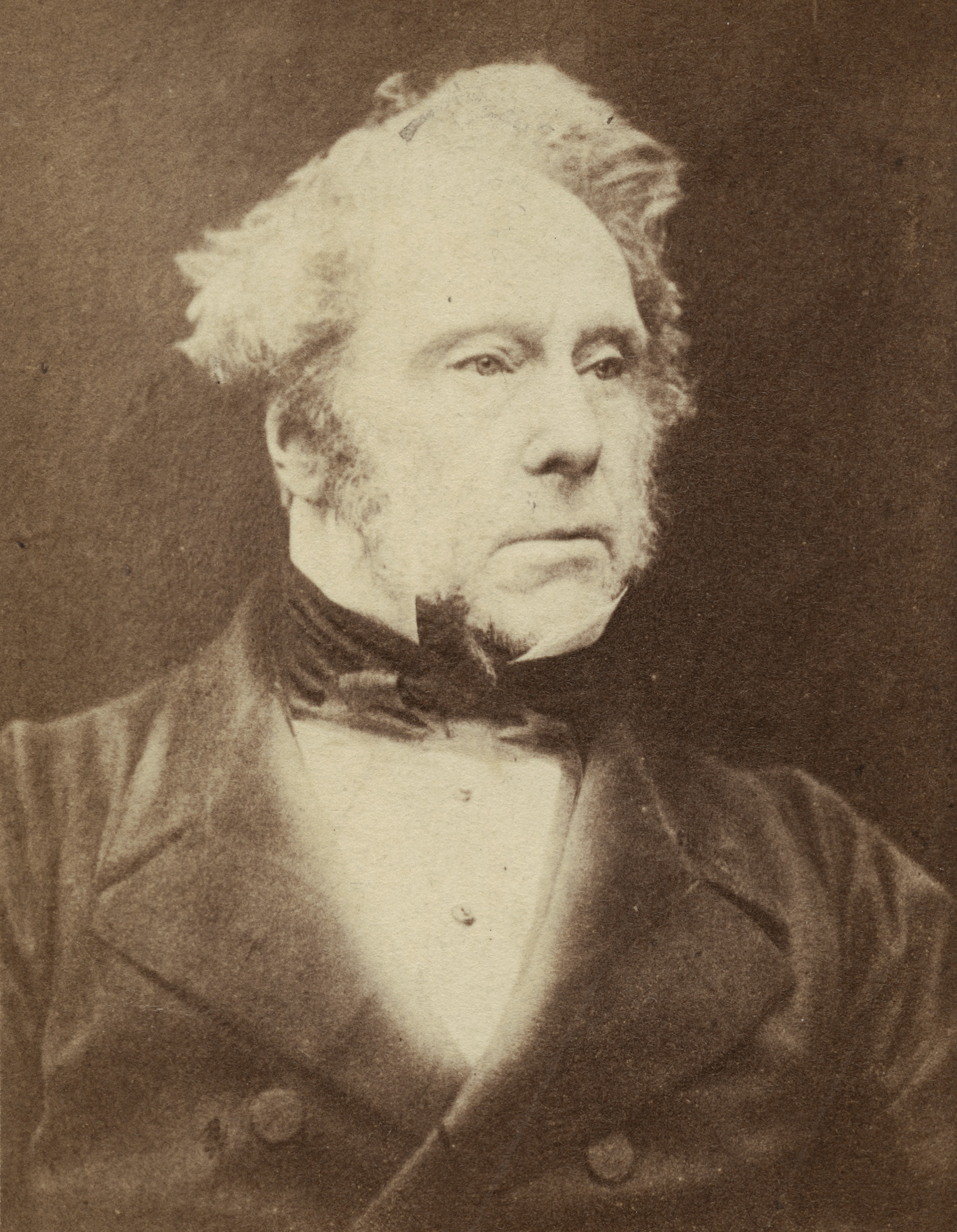
第3代パーマストン子爵ヘンリー・テンプル

第2次パーマストン子爵内閣（英語: Second Palmerston ministry）は、1859年6月から1865年10月まで続いた自由党党首第3代パーマストン子爵ヘンリー・テンプルを首相とするイギリスの内閣。結党されたばかりの自由党による最初の政権である。

## 歴史
1851年、当時のジョン・ラッセル卿の第一次内閣において外務大臣を務めていた第3代パーマストン子爵ヘンリー・テンプルがラッセルによって外相を解任されて以来、ラッセルとパーマストンはホイッグ党内を二分して対立を続けた。しかし1859年6月2日、少数与党政権の保守党政権を打倒しようという機運が野党ホイッグ党内で高まる中、パーマストンがロンドン郊外リッチモンドにあるラッセル邸を訪問する形で両者は和解した。そして同年6月6日、ロンドンのティールームのウィリシズ・ルームズにおいてホイッグ党、ピール派、急進派の3野党が結集し、正式に自由党の結党が行われた。
自由党は、翌6月7日にも保守党政権に内閣不信任案を提出して10日に可決させた。これに対して保守党政権の首相第14代ダービー伯爵エドワード・スミス＝スタンリーは後継首相を指名せずに内閣総辞職した。自由党が結党されたばかりで党首も決まっていないためだった。
パーマストンとラッセルはヴィクトリア女王から組閣の大命を受けた方を自由党の党首とすることで合意していた。しかしパーマストンもラッセルも嫌っていた女王は、第2代グランヴィル伯爵グランヴィル・ルーソン＝ゴアに組閣の大命を与えた。グランヴィルはホイッグ党2巨頭を差し置いて自分が組閣することは不可能と心得ていたので、パーマストンとラッセルから協力を取り付けられることを条件として組閣の大命を受けると女王に約束した。グランヴィルからの要請に対してパーマストンは協力を了解したが、ラッセルはかつての部下グランヴィルの下で働くことを拒否した。そのためグランヴィルは大命を拝辞することになった。これを知った女王はラッセルに怒り、パーマストンに組閣の大命を与えた。
こうして1859年6月12日にパーマストンが2度目の首相就任を果たした。以降1865年10月18日に首相在職のまま死去するまで、6年以上にわたってパーマストンが首相を務めることになる。

## 閣僚（閣内大臣）
| 名前 | 名前                               | 名前                                                          | 役職                                                                         | 政党   |
| ---- | ---------------------------------- | ------------------------------------------------------------- | ---------------------------------------------------------------------------- | ------ |
|      | 1863年のパーマストン子爵           | 第3代パーマストン子爵 ヘンリー・テンプル                      | 第一大蔵卿兼庶民院院内総務（首相）                                           | 自由党 |
|      | キャンベル卿                       | セント・アンドリューズの初代キャンベル男爵 ジョン・キャンベル | 大法官(1861年に退任)                                                         | 自由党 |
|      | グランヴィル伯                     | 第2代グランヴィル伯爵 グランヴィル・ルーソン＝ゴア            | 枢密院議長兼貴族院院内総務                                                   | 自由党 |
|      | アーガイル公                       | 第8代アーガイル公爵 ジョージ・キャンベル                      | 王璽尚書                                                                     | 自由党 |
|      | 1860年から1863年のジョージ・ルイス | 第2代準男爵 サー・ジョージ・ルイス                            | 内務大臣 1861年7月に陸軍大臣転任(1863年4月死去)                              | 自由党 |
|      | 1861年のラッセル伯                 | 初代ラッセル伯爵 ジョン・ラッセル                             | 外務大臣                                                                     | 自由党 |
|      | 1848年に描かれたニューカッスル公   | 第5代ニューカッスル公爵 ヘンリー・ペラム＝クリントン          | 植民地大臣(1864年4月に死去)                                                  | 自由党 |
|      | ハーバート卿                       | リーの初代ハーバート男爵 シドニー・ハーバート                 | 陸軍大臣(1861年7月に退任)                                                    | 自由党 |
|      | 1870年頃のチャールズ・ウッド       | 第3代準男爵 サー・チャールズ・ウッド                          | インド大臣                                                                   | 自由党 |
|      | サマセット公の似顔絵               | 第12代サマセット公爵 エドワード・シーモア                     | 海軍大臣                                                                     | 自由党 |
|      | 1861年のグラッドストン             | ウィリアム・グラッドストン                                    | 財務大臣                                                                     | 自由党 |
|      | 1878年頃のカードウェル             | エドワード・カードウェル                                      | アイルランド担当大臣 1861年にランカスター公領大臣転任 1864年に植民地大臣転任 | 自由党 |
|      | 1840年代のギブソン                 | トマス・ミルナー・ギブソン                                    | 商務庁長官                                                                   | 自由党 |
|      | 1860年代のグレイ                   | 第2代準男爵 サー・ジョージ・グレイ                            | ランカスター公領大臣                                                         | 自由党 |
|      | 1860年のエルギン伯                 | 第8代エルギン伯爵 ジェイムズ・ブルース                        | 郵政長官                                                                     |        |

## 全大臣
| 役職                                | 名前（太字は閣内大臣）                                                            | 就任日                         |
| ----------------------------------- | --------------------------------------------------------------------------------- | ------------------------------ |
| 首相 第一大蔵卿                     | 第3代パーマストン子爵ヘンリー・テンプル                                           | 1859年6月12日 – 1865年10月18日 |
| 財務大臣                            | ウィリアム・グラッドストン                                                        | 1859年6月18日                  |
| 大蔵首席政務次官                    | ヘンリー・ブランド                                                                | 1859年6月24日                  |
| 財務担当政務次官                    | サミュエル・レイング                                                              | 1859年6月24日                  |
| 財務担当政務次官                    | フレデリック・ピール                                                              | 1860年11月2日                  |
| 財務担当政務次官                    | ヒュー・チルダース                                                                | 1865年8月19日                  |
| 下級大蔵卿                          | エドワード・ナッチブル＝ヒュージェスン                                            | 1859年6月24日 – 1865年4月21日  |
| 下級大蔵卿                          | 第7代準男爵サー・ウィリアム・ダンバー                                             | 1859年6月24日 – 1865年4月21日  |
| 下級大蔵卿                          | ジョン・バグウェル                                                                | 1859年6月24日 – 1862年3月25日  |
| 下級大蔵卿                          | ルーク・ホワイト                                                                  | 1862年3月25日 – 1866年6月2日   |
| 下級大蔵卿                          | ウィリアム・アダム                                                                | 1865年4月21日 – 1866年6月26日  |
| 大法官                              | 初代キャンベル男爵ジョン・キャンベル                                              | 1859年6月18日                  |
| 大法官                              | 初代ウェストベリー男爵リチャード・ベセル                                          | 1861年6月26日                  |
| 大法官                              | 初代クランワース男爵ロバート・ロルフ                                              | 1865年7月7日                   |
| 枢密院議長                          | 第2代グランヴィル伯爵グランヴィル・ルーソン＝ゴア                                 | 1859年6月18日                  |
| 王璽尚書                            | 第8代アーガイル公爵ジョージ・キャンベル                                           | 1859年6月18日                  |
| 内務大臣                            | 第2代準男爵サー・ジョージ・ルイス                                                 | 1859年6月18日                  |
| 内務大臣                            | 第2代準男爵サー・ジョージ・グレイ                                                 | 1861年7月25日                  |
| 内務省政務次官                      | ジョージ・クライブ                                                                | 1859年6月18日                  |
| 内務省政務次官                      | ヘンリー・ブルース                                                                | 1862年11月14日                 |
| 内務省政務次官                      | トマス・ベアリング                                                                | 1864年4月25日                  |
| 外務大臣                            | 初代ラッセル伯爵ジョン・ラッセル                                                  | 1859年6月18日                  |
| 外務省政務次官                      | 第3代ウッドハウス男爵ジョン・ウッドハウス                                         | 1859年6月19日                  |
| 外務省政務次官                      | オースティン・レイヤード                                                          | 1861年8月15日                  |
| 陸軍大臣                            | リーの初代ハーバート男爵シドニー・ハーバート                                      | 1859年6月18日                  |
| 陸軍大臣                            | 第2代準男爵サー・ジョージ・ルイス                                                 | 1861年7月22日                  |
| 陸軍大臣                            | 第3代ド・グレイ伯爵ジョージ・ロビンソン                                           | 1863年4月28日                  |
| 陸軍省政務次官                      | 第3代ド・グレイ伯爵ジョージ・ロビンソン                                           | 1859年6月18日                  |
| 陸軍省政務次官                      | トマス・ベアリング                                                                | 1861年1月21日                  |
| 陸軍省政務次官                      | 第3代ド・グレイ伯爵ジョージ・ロビンソン                                           | 1861年7月31日                  |
| 陸軍省政務次官                      | ハーティントン侯爵スペンサー・キャヴェンディッシュ                                | 1863年4月28日                  |
| 植民地大臣                          | 第5代ニューカッスル公爵ヘンリー・ペラム＝クリントン                               | 1859年6月18日                  |
| 植民地大臣                          | エドワード・カードウェル                                                          | 1864年4月7日                   |
| 植民地省政務次官                    | チチェスター・フォーテスキュー                                                    | 1859年6月18日                  |
| インド大臣                          | 第3代準男爵サー・チャールズ・ウッド                                               | 1859年6月18日                  |
| インド省政務次官                    | トマス・ベアリング                                                                | 1859年6月25日                  |
| インド省政務次官                    | 第3代ド・グレイ伯爵ジョージ・ロビンソン                                           | 1861年1月21日                  |
| インド省政務次官                    | トマス・ベアリング                                                                | 1861年7月31日                  |
| インド省政務次官                    | 第3代ウッドハウス男爵ジョン・ウッドハウス                                         | 1864年4月25日                  |
| インド省政務次官                    | 第5代ダファリン＝クランボイ男爵フレデリック・ハミルトン＝テンプル＝ブラックウッド | 1864年11月16日                 |
| 海軍大臣                            | 第12代サマセット公爵エドワード・シーモア                                          | 1859年6月27日                  |
| 海軍本部書記官長                    | クラレンス・パジェット卿                                                          | 1859年6月30日                  |
| 海軍本部文官長官                    | サミュエル・ホイットブレッド                                                      | 1859年6月27日                  |
| 海軍本部文官長官                    | ハーティントン侯爵スペンサー・キャヴェンディッシュ                                | 1863年3月23日                  |
| 海軍本部文官長官                    | ジェイムズ・スタンズフィールド                                                    | 1863年5月2日                   |
| 海軍本部文官長官                    | ヒュー・チルダース                                                                | 1864年4月21日                  |
| アイルランド担当大臣                | エドワード・カードウェル                                                          | 1859年6月24日                  |
| アイルランド担当大臣                | 第3代準男爵サー・ロバート・ピール                                                 | 1861年7月29日                  |
| アイルランド総督                    | 第7代カーライル伯爵ジョージ・ハワード                                             | 1859年6月24日                  |
| アイルランド総督                    | 第3代ウッドハウス男爵ジョン・ウッドハウス                                         | 1864年11月1日                  |
| ランカスター公領大臣                | 第2代準男爵サー・ジョージ・グレイ                                                 | 1859年6月22日                  |
| ランカスター公領大臣                | エドワード・カードウェル                                                          | 1861年7月25日                  |
| ランカスター公領大臣                | 第4代クラレンドン伯爵ジョージ・ヴィリアーズ                                       | 1864年4月7日                   |
| 救貧法庁長官                        | トマス・ミルナー・ギブソン                                                        | 1859年6月24日                  |
| 救貧法庁長官                        | チャールズ・ペラム・ヴィリアーズ                                                  | 1859年7月9日                   |
| 救貧法庁政務次官                    | チャールズ・ギルピン                                                              | 1859年6月28日                  |
| 救貧法庁政務次官                    | ジョージ・ビング                                                                  | 1865年2月22日                  |
| 郵政長官                            | 第8代エルギン伯爵ジェイムズ・ブルース                                             | 1859年6月24日                  |
| 郵政長官                            | 第8代アーガイル公爵 ジョージ・キャンベル                                          | 1860年5月11日                  |
| 郵政長官                            | 第2代オルダーリーのスタンリー男爵エドワード・スタンリー                           | 1860年8月17日                  |
| 商務庁長官                          | 空席                                                                              |                                |
| 商務庁長官                          | トマス・ミルナー・ギブソン                                                        | 1859年7月6日                   |
| 商務庁副長官                        | ジェイムズ・ウィルソン                                                            | 1859年6月18日                  |
| 商務庁副長官                        | ウィリアム・クーパー                                                              | 1859年8月12日                  |
| 商務庁副長官                        | ウィリアム・ハット                                                                | 1860年2月22日                  |
| 教育委員会副委員長                  | ロバート・ロウ                                                                    | 1859年6月24日                  |
| 教育委員会副委員長                  | ヘンリー・ブルース                                                                | 1864年4月26日                  |
| 主計長官                            | ジェイムズ・ウィルソン                                                            | 1859年6月18日                  |
| 主計長官                            | ウィリアム・クーパー                                                              | 1859年8月12日                  |
| 主計長官                            | ウィリアム・ハット                                                                | 1860年2月22日                  |
| 建設庁長官                          | ヘンリー・フィッツロイ                                                            | 1859年6月18日                  |
| 建設庁長官                          | ウィリアム・クーパー                                                              | 1860年2月9日                   |
| 法務長官                            | サー・リチャード・ベセル                                                          | 1859年6月18日                  |
| 法務長官                            | サー・ウィリアム・アザートン                                                      | 1861年7月4日                   |
| 法務長官                            | サー・ラウンデル・パーマー                                                        | 1863年10月2日                  |
| 法務次官                            | サー・ヘンリー・キーティング                                                      | 1859年6月18日                  |
| 法務次官                            | サー・ウィリアム・アザートン                                                      | 1859年12月16日                 |
| 法務次官                            | サー・ラウンデル・パーマー                                                        | 1861年7月8日                   |
| 法務次官                            | サー・ロバート・コリアー                                                          | 1863年10月2日                  |
| 軍事法務総監                        | トマス・ヘッドラム                                                                | 1859年6月24日                  |
| スコットランド法務長官              | ジェイムズ・モンクリーフ                                                          | 1859年6月24日                  |
| スコットランド法務次官              | エドワード・メイトランド                                                          | 1859年6月27日                  |
| スコットランド法務次官              | ジョージ・ヤング                                                                  | 1862年11月11日                 |
| アイルランド法務長官                | ジョン・フィッツジェラルド                                                        | 1859年6月                      |
| アイルランド法務長官                | リカード・ディージー                                                              | 1860年2月                      |
| アイルランド法務長官                | トマス・オハガン                                                                  | 1861年                         |
| アイルランド法務長官                | ジェイムズ・ローソン                                                              | 1865年                         |
| アイルランド法務次官                | ジョン・ジョージ                                                                  | 1859年6月                      |
| アイルランド法務次官                | リカード・ディージー                                                              | 1859年                         |
| アイルランド法務次官                | トマス・オハガン                                                                  | 1860年2月                      |
| アイルランド法務次官                | ジェイムズ・ローソン                                                              | 1861年                         |
| アイルランド法務次官                | エドワード・サリバン                                                              | 1865年                         |
| 王室家政長官                        | 第3代セント・ジャーマンズ伯爵エドワード・エリオット                               | 1859年6月18日                  |
| 王室侍従長                          | 第3代シドニー子爵ジョン・タウンゼンド                                             | 1859年6月23日                  |
| 王室侍従次長                        | キャッスルロッセ子爵ヴァレンタイン・ブラウン                                      | 1859年6月23日                  |
| 主馬頭                              | 第2代アイレスバリー侯爵ジョージ・ブルーデネル＝ブルース                           | 1859年6月24日                  |
| 王室会計長官                        | バリー子爵ウィリアム・ケッペル                                                    | 1859年6月23日                  |
| 王室会計監査官                      | プロビー卿グランヴィル・プロビー                                                  | 1859年6月23日                  |
| 儀仗衛士隊隊長 (貴族院与党幹事長)   | 第4代フォーリー男爵トマス・フォーリー                                             | 1859年6月28日                  |
| 国王親衛隊隊長 (貴族院与党副幹事長) | 第3代デュシー伯爵ヘンリー・レイノルズ＝モートン                                   | 1859年6月28日                  |
| バックハウンド長官                  | 第5代ベスバラ伯爵ジョン・ポンソンビー                                             | 1859年6月18日                  |
| 侍従長及び事務長官                  | アルフレッド・パジェット卿                                                        | 1859年7月1日                   |
| 王室女官長                          | サザーランド公爵夫人ハリエッタ・サザーランド＝ルーソン＝ゴア                      | 1859年6月22日                  |
| 王室女官長                          | ウェリントン公爵夫人エリザベス・ウェルズリー                                      | 1861年4月25日                  |
| 侍従たる貴族院議員                  | 第14代ケイスネス伯爵ジェイムズ・シンクレアー                                      | 1859年6月23日 – 1866年6月26日  |
| 侍従たる貴族院議員                  | 第3代キャモイズ男爵トマス・ストーナー                                             | 1859年6月23日 – 1866年6月26日  |
| 侍従たる貴族院議員                  | 第4代リヴァーズ男爵ジョージ・ピット＝リヴァーズ                                   | 1859年6月23日 – 1866年4月28日  |
| 侍従たる貴族院議員                  | 第2代ド・タブリー男爵ジョージ・ウォーレン                                         | 1859年6月23日 – 1866年6月26日  |
| 侍従たる貴族院議員                  | 第3代クレモーン男爵リチャード・ドーソン                                           | 1859年6月23日 – 1866年6月26日  |
| 侍従たる貴族院議員                  | 第2代マスーアン男爵フレデリック・マスーアン                                       | 1859年6月23日 – 1866年6月26日  |
| 侍従たる貴族院議員                  | 第7代トリントン子爵ジョージ・ビング                                               | 1859年6月23日 – 1884年4月27日  |
| 侍従たる貴族院議員                  | 第7代バイロン男爵ジョージ・バイロン                                               | 1837年7月17日 – 1860年3月31日  |
| 侍従たる貴族院議員                  | 第3代ハリス男爵ジョージ・ハリス                                                   | 1860年3月31日 – 1863年5月4日   |
| 侍従たる貴族院議員                  | 第4代マラハイドのタルボット男爵ジェイムズ・タルボット                             | 1863年5月4日 – 1866年6月26日   |
| 侍従たる貴族院議員 (特別)           | 第7代バイロン男爵ジョージ・バイロン                                               | 1860年3月31日 – 1868年3月3日   |